# Nicolas-Louis de Lacaille
Nicolas-Louis de La Caille, comumente chamado de Lacaille (Rumigny, 15 de março de 1713 – Paris, 21 de março de 1762), foi um astrônomo e geodesista francês que nomeou 14 das 88 constelações. De 1750 a 1754, ele estudou o céu no Cabo da Boa Esperança, na atual África do Sul. Lacaille observou mais de 10 000 estrelas usando apenas um telescópio refrator de meia polegada.

## Carreira
Ele foi recompensado com a admissão na Académie des sciences e a nomeação como professor de matemática no colégio Mazarin da Universidade de Paris, onde construiu um pequeno observatório para seu próprio uso. Ele foi o autor de vários livros influentes e um firme defensor da teoria gravitacional newtoniana. Seus alunos incluíram Antoine Lavoisier e Jean Sylvain Bailly, ambos os quais foram posteriormente guilhotinados durante a Revolução Francesa.

## Viagem ao Cabo da Boa Esperança
Um memorial ao abade de Lacaille e Thomas Maclear, em Aurora, no Cabo Ocidental da África do Sul. A parte em inglês da inscrição diz: "Este é o local do Maclear Beacon posicionado em 1838 perto do Terminal Norte original do Arco do Meridiano posicionado por Abbé de Lacaille, o primeiro agrimensor a introduzir o Levantamento Geodésico na África do Sul." Abra a imagem para ver a parte em africâner.
Seu desejo de determinar as distâncias dos planetas trigonometricamente, usando a linha de base mais longa possível, o levou a propor, em 1750, uma expedição ao Cabo da Boa Esperança. Isso foi oficialmente sancionado por Roland-Michel Barrin de La Galissonière. Lá, ele construiu um observatório na costa de Table Bay com o apoio do governador holandês Ryk Tulbagh. O principal resultado de sua estada de dois anos foram as observações de quase 10 000 estrelas do sul, cuja produção exigia observação todas as noites por mais de um ano. No decorrer de sua pesquisa, ele notou 42 objetos nebulosos. Ele também alcançou seu objetivo de determinar as paralaxes lunares e solares (Marte servindo como intermediário). Este trabalho exigiu observações quase simultâneas da Europa, realizadas por Jérôme Lalande.
Seu catálogo do sul, chamado Coelum Australe Stelliferum, foi publicado postumamente em 1763. Ele achou necessário introduzir 14 novas constelações que desde então se tornaram padrão. Uma delas foi Mons Mensae, a única constelação com o nome de uma característica terrestre (a Table Mountain).
Enquanto estava no Cabo, Lacaille realizou uma medição de arco para determinar o raio da Terra no hemisfério sul. Ele estabeleceu uma linha de base na planície de Swartland ao norte da atual Darling. Usando a triangulação, ele mediu um arco de meridiano de 137 km entre a Cidade do Cabo e Aurora, determinando as latitudes astronômicas dos pontos finais por meio de observações astronômico-geodéticas. Há um memorial para seu trabalho em um local perto de Aurora, retratado aqui. Seu resultado sugeria que a Terra era mais achatado em direção ao pólo sul do que em direção ao norte. George Everest, do Indian Survey, enquanto se recuperava de uma doença no Cabo quase setenta anos depois, sugeriu que as observações de latitude de Lacaille foram afetadas pela deflexão da vertical, causada pela atração gravitacional da Table Mountain no extremo sul. e pela montanha Piketberg no norte. Em 1838, Thomas Maclear, que era o astrônomo real no Cabo, repetiu as medições sobre uma linha de base mais longa (medição do arco de Maclear) e finalmente confirmou a conjectura do Everest. O Maclear's Beacon foi erguido na Table Mountain, na Cidade do Cabo, para ajudar na verificação.

## Computação
Durante sua viagem ao hemisfério sul como passageiro no navio Le Glorieux, capitaneado pelo notável hidrógrafo Jean-Baptiste d'Après de Mannevillette, Lacaille percebeu as dificuldades em determinar posições no mar. Em seu retorno a Paris, ele preparou o primeiro conjunto de tabelas da posição da Lua que era preciso o suficiente para ser usado para determinar o tempo e a longitude pelo método de 'Lunars' (distâncias lunares) usando a teoria orbital de Clairaut. Lacaille era de fato um calculador infatigável. Além de construir efemérides astronômicas e tabelas matemáticas, ele calculou uma tabela de eclipses para 1800 anos. Lalande disse dele que, durante uma vida comparativamente curta, ele havia feito mais observações e cálculos do que todos os astrônomos de seu tempo juntos. A qualidade de seu trabalho rivalizava com a quantidade, enquanto o desinteresse e a retidão de seu caráter moral lhe granjeavam respeito universal.

## Vida posterior
Em seu retorno a Paris em 1754, após um desvio para as Ilhas Maurício, Lacaille ficou angustiado ao se ver objeto de atenção do público. Ele retomou seu trabalho no Colégio Mazarin.
Em 1757 ele publicou seu Astronomiae Fundamenta Novissimus, contendo uma lista de cerca de 400 estrelas brilhantes com posições corrigidas para aberração e nutação. Ele realizou cálculos em órbitas de cometas e foi responsável por dar o nome ao cometa Halley. Sua última palestra pública, proferida em 14 de setembro de 1761 na Académie des sciences, resumiu as melhorias na astronomia que ocorreram durante sua vida, para as quais ele deu uma grande contribuição. Sua morte, provavelmente causada em parte pelo excesso de trabalho, ocorreu em 1762. Ele foi enterrado nos cofres do Colégio Mazarin, agora Institut de France em Paris.

## Principais publicações

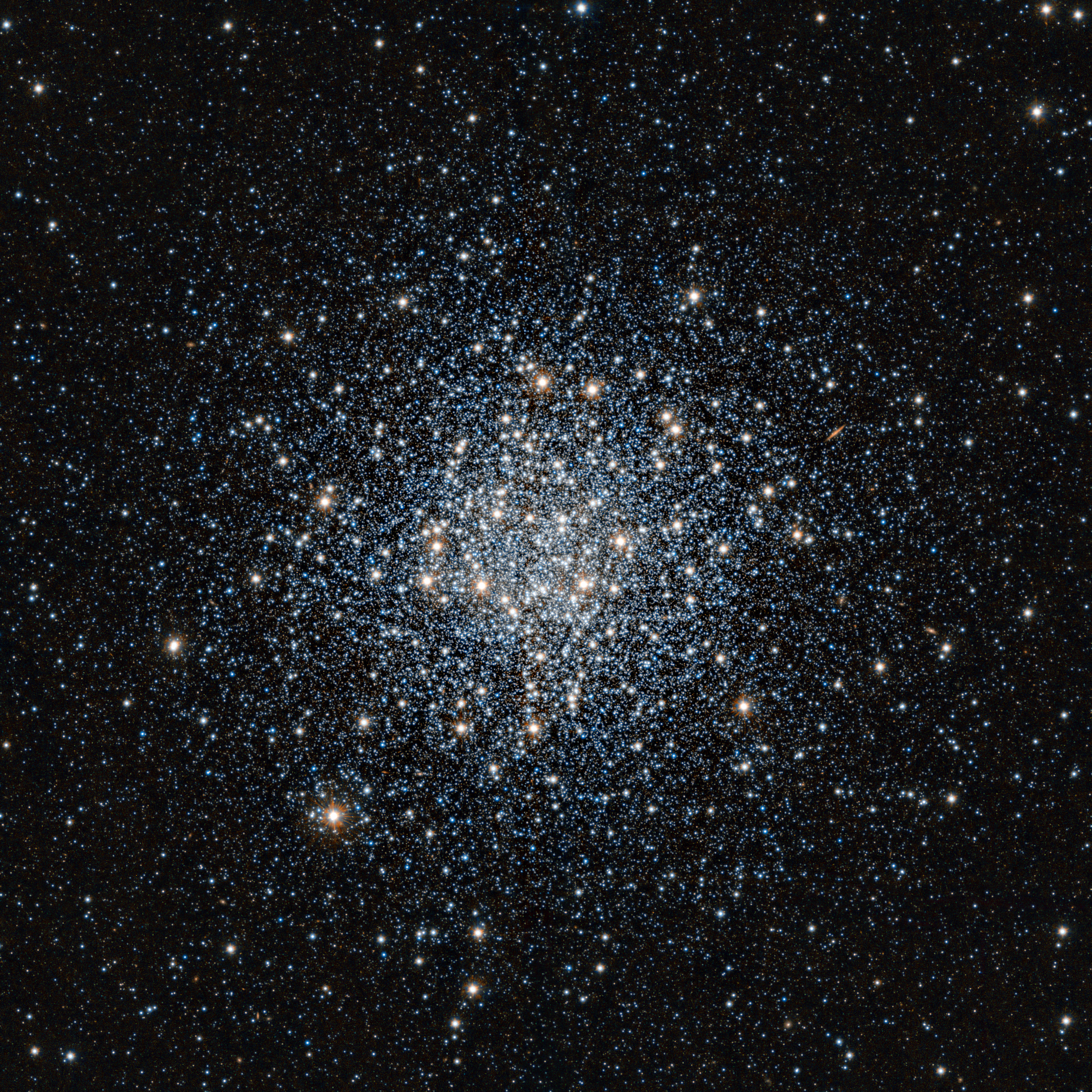
Messier 55 é um aglomerado globular descoberto em 16 de junho de 1752.

- Leçons élémentaires de Mathématiques (1741)
- ditto de Mécanique (1743), etc.
- ditto d'Astronomie (1746); 4ª edição aumentada por Lalande (1779)
- Leçons élémentaires d'optique (em francês). Paris: Hippolyte Louis Guérin & Louis François Delatour. 1764 2ª edição
- Cálculos por ele de eclipses por mil e oitocentos anos foram inseridos em L'Art de verifier les datas pelo historiador beneditino Charles Clémencet (1750)
- Ele comunicou à Academia em 1755 um catálogo classificado de quarenta e duas nebulosas do sul, e cedeu t. ii. de suas Ephémérides (1755) regras práticas para o emprego do método lunar de longitudes, propondo em seus acréscimos ao Traité de Navigation (1760) de Pierre Bouguer o modelo de um almanaque náutico.[9]
- Tabulae Solares (1758)

### Catálogo de estrelas
- "Remarques sur le Catalogue suivant des principales Étoiles du Ciel", Éphémérides des mouvemens célestes, pour dix années, depuis 1755 jusqu'en 1765, et pour le meridien de la ville de Paris (1755), pp. xlix-lxiii.
- "Table des Ascensions Droites et des Declinaisons Apparentes des Etoiles australes renfermées dans le tropique du Capricorne...", Memoires Academie Royale des Sciences pour 1752 (1756), pp. 539–592. (descrevendo quatorze novas constelações)
- "Stellarum ascensiones rectae verae & declinationes verae ad Epocham anni ineuntis 1750", Astronomiae fundamenta novissimis solis et stellarum observationibus stabilita, Lutetiae in Collegio mazarineo et in Africa ad Caput Bonae-Spei (1757), pp. 233–237. (contendo um catálogo padrão de 398 estrelas)
- "Stellarum longitudines & latitudines verae ad annum ineuntum 1750, Earum praecipue quae Zodiacales sunt", Astronomiae fundamenta (1757), pp. 238–239.
- "Stellarum Australium Catalogus", Coelum australe stelliferum, seu, Observationes ad Construendum Stellarum Australium Catalogum Institutae: in Africa ad Caput Bonae-Spei (1763), (editado por J. D. Maraldi), pp. 139–158.
- "Catalogue suivant des principales Étoiles du Ciel, pour le commencement de l'Anee 1750", Éphémérides des mouvemens célestes, pour dix annees, depuis 1765 jusqu'en 1775, et pour le meridien de la ville de Paris (1763), pp. lvii-lxiv.
- "Observations sur 515 étoiles du Zodiaque", Éphémérides des mouvemens célestes, pour dix annees, depuis 1765 jusqu'en 1775, (1763) pp. lxv-lxxvii.
- A catalogue of 9766 stars in the southern hemisphere,for the beginning of the year 1750: from the observations of the Abbé de Lacaille, made at the cap of Good Hope in the years 1751 and 1752; with a preface by Sir J. F. W. Herschel (1847), dando observações de zona de cerca de 10 000 estrelas, reeditado por F. Baily

### Mapa estelar
- "Planisphere contenant les Constellations Celestes comprises entre le Pole Austral et le Tropique du Capricorne", Mem. de l'Ac. R. des Sc. 1752 (1756), p. 590, plate 20. (Francês)
- "Coelum Australe", Coelum australe stelliferum (1763). (latim)
- "Planisphere des Etoiles les Australes dressé par M. i'Abbé de la Caille", Atlas Celeste de Flamsteed (1776), 2ª ed., placa 29. (Francês)
- "Planisphere des Etoiles les Australes dressé par M. i'Abbé de la Caille", Recueil de Planches de l'Encyclopédie par ordre de matieres (1789), vol. 7, placa 3. (Francês)
- "Planisphere des Etoiles les Australes dressé par M. i'Abbé de la Caille", Atlas Celeste de Flamsteed (1795), 3ª ed., placa 29. (Francês)